# Johan Holm (1815–1896)
Johan Mathias Holm, född 26 februari 1815 i Reslövs socken, död 18 januari 1896 i Lausanne, Schweiz, var en svensk skeppsredare, grosshandlare och bankdirektör.
Johan Holm var son till kronolänsman Fredrik Holm. Han blev 1840 stadsmäklare i Stockholm, där hans främsta uppgift från början var att förmedla köp och försäljning av utländska valutor. Efterhand kom han dock i allt större utsträckning att ägna sig åt kreditförmedling med provision. 1848-1864 var han Smålands enskilda banks växelombud i Stockholm. Holm gjorde sig snart ett namn genom sin förmåga att kunna ordna fram pengar och tog ibland själv på sig betalningsansvar för de reverser som belånades och snart kom Holms verksamhet att växa till att närmast fungera som en egen bankrörelser. Han åtnjöt stort förtroende och var 1853 påtänkt som bankdirektör för den planerade Stockholms handelsaktiebank. Genom sin långivning kom Holm att bli ägare och delägare i flera betydande svenska företag, bland annat Nyköpings Mekaniska Verkstad, Valdemarsviks kopparverk, Nyqvarns pappersbruk och Högbo stål och jernwerks AB. Mycket av Holms verksamhet finansierades genom kortfristiga lån i utlandet, främst i Storbritannien men även i Hamburg. Genom att personligen gått inom som betalningsansvarig förlora han mycket pengar i samband med den ekonomiska krisen 1857. Samtidigt vann han stort förtroende genom att organisera stödaktioner och lyckades begränsa krisens verkningar i Stockholm. Holm använde även kreditverksamheten för att finansiera egna företagsprojekt. Han byggde upp en betydande rederirörelsen och var en av de första svenska redarna som utnyttjade ångfartyg för trafik på Östersjön. Han ägnade sig även åt järn- och trävaruexport från Stockholm.
I februari 1864 började man inom ledningen för Högbo stål och jernwerks AB befara att Holm inte längre kunde ordna med krediter för att hålla driften i gång, och i oktober samma år försökte Pontus Kleman få ett brittiskt bolag att ta över företaget för att kunna rädda verksamheten vid Sandvikens järnverk. 7 december 1864 meddelade Johan Holm genom sin prokurist André Oscar Wallenberg att han inte längre kunde inlösa Smålandsbankens sedlar. För att undvika panik på marknaden lät Wallenberg Enskilda banken ta över inlösningen av sedlarna. Holm var då utomlands, men återkom inom en vecka till Sverige, och kunde då han på väg till Stockholm passerade Jönköping 12 december meddela Smålandsbankens styrelse att han misslyckats med att få de krediter han sökt i utländska banker. Holm lovade dock att han skulle redovisa växelkassan före jul. 21 december 1864 tvingades han dock ställa in sina betalningar, och 21 januari 1865 begärdes Holm i konkurs. Det fanns då fordringar på 17,5 miljoner riksdaler på Holm, varav 7 miljoner var lån i utländska banker. De största fordringsägarna av The English and Swedish Bank, Tanto sockerbruksbolag och Smålands enskilda bank. Konkursen ledde till att Högsbobolaget gick i konkurs 1866 och skadade även förtroendet för handelshuset Tottie & Arfwedson och bidrog delvis till dess konkurs 1867.
Holms familj var vid konkursen sedan 1863 bosatta i Lausanne, medan Holm fortsatte att skriva sig i Stockholm, och senare i Landskrona dit även hustrun kom att flytta för en tid, innan hon 1869 flyttade tillbaka till Lausanne. 1877 flyttade även Johan Holm med familjen till Schweiz.